# 중국 불교의 종파 목록
이 문서는 중국의 역대 불교 종파를 성립 연대순으로 나열한 목록 문서이다. 각 종파마다 소의 경전 또는 논서 · 시조 · 성립 연대(또는 해당 논서 또는 경전의 번역 연대) · 성립 당시의 나라를 표시한다.
1. 정토종: 정토삼부경《관무량수경 · 대무량수경 · 아미타경》, 혜원, 373[1][2], 동진(東晉 317-420)[3]
2. 삼론종: 삼론《중론 · 십이문론 · 백론》, 구마라습,  404-409[4], 후진(後秦 384-417: 오호 십육국)[5]
3. 성실종: 《성실론》, 구마라습, 411-412, 후진(後秦 384-417: 오호 십육국)[6]
4. 열반종: 《대반열반경》(북본열반경), 담무참, 412[7] 또는 421[8], 북량(北涼 397-439: 오호 십육국)
5. 율종: 《사분율》, 혜광, 468-537, 북위(北魏 386-534: 북조)[9][10][11][12][13]
6. 지론종: 《십지경론》, 혜광, 468-537, 북위(北魏 386-534: 북조)[9][10][13]
7. 선종: 불립문자 · 교외별전, 달마, 520[14][15], 양(梁 502-557: 남조)[16]
8. 섭론종: 《섭대승론》·《섭대승론석》, 진제, 563[17], 진(陳 557-589: 남조)[18]
9. 천태종: 《법화경》, 지의, 594[19][20], 수(隋 581-618)[21][22]
10. 구사종: 《구사론》, 현장, 654[23], 당(唐 618-907)[24]
11. 법상종: 《해심밀경》·《유가사지론》·《성유식론》, 현장, 659[25], 당(唐 618-907)[24][26][27]
12. 화엄종: 《화엄경》, 법장, 699[28], 당(唐 618-907)[29]
13. 진언종: 《대일경》·《금강정경》, 선무외, 716, 당(唐 618-907)[30][31]

## 같이 보기
- 일본 불교의 종파
- 일본 불교의 종파 목록
- 중국 불교의 종파
- 한국 불교의 종파
- 한국 불교의 종파 목록

## 참고 문헌
- 이 문서에는 다음커뮤니케이션(현 카카오)에서 GFDL 또는 CC-SA 라이선스로 배포한 글로벌 세계대백과사전의 내용을 기초로 작성된 글이 포함되어 있습니다.